# (5756) Wassenbergh
(5756) Wassenbergh (6034 P-L) – planetoida z grupy pasa głównego asteroid okrążająca Słońce w ciągu 4 lat i 55 dni w średniej odległości 2,58 j.a. Została odkryta 24 września 1960 roku w Palomar Observatory przez Cornelisa van Houtena i Toma Gehrelsa.